# Świdry Wielkie
Świdry Wielkie – najstarsza część miasta Otwock (SIMC 0921355), dawna wieś leżąca na terenie mikroregionu etnograficznego Urzecze. Znaleziska archeologiczne na terenie Świdrów dały nazwę paleolitycznej kulturze świderskiej.

## Historia
Dawna wieś położona na południowym brzegu rzeki Świder niedaleko ujścia do Wisły przy przeprawie i przystani flisackiej. Do dziś tereny na północ od ul. Warsztatowej przez mieszkańców Świdrów Wielkich nazywane są bindugą. Po raz pierwszy wieś Świder vel Świdry (Mroczek de Sweder) wzmiankowana jest w 1405 roku, co świadczy, że istniała ona przynajmniej od XV stulecia. Świdry związane są z rodem Pobogów, dziedziczących też w pobliskim Sobiekursku, Całowaniu i nieistniejącym dziś Żelawinie.
W XIX wieku wieś nazywana była Świdrami Dalszymi, co wiązało się prawdopodobnie z większą odległością do Warszawy niż to było w przypadku Świdrów Bliższych (Świdry Małe), stanowiących obecnie część Józefowa. Świdry Wielkie należały do parafii Karczew, guberni warszawskiej, powiatu nowomińskiego i gminy Otwock, natomiast wieś Świdry Małe przylegająca do Świdrów Wielkich była już w powiecie warszawskim. W 1827 Świdry Wielkie należały do majątku Otwock Wielki i liczyły 18 domów i 109 mieszkańców. W Górkach, które dawniej stanowiły część wsi Świdry Wielkie, odkryto w 1919 roku ślady osadnictwa z późnego paleolitu.
W latach 1867–1916 w gminie Otwock, a 1916–1952 w gminie Karczew (do 1916 w powiecie mińskim, od 1916 w warszawskim). W 1921 roku Świdry Wielkie liczyły 284 stałych mieszkańców. 
20 października 1933 utworzono gromadę Świdry Wielkie w granicach gminy Karczew, składającą się z samych Świdrów Wielkich.
Podczas II wojny światowej w Generalnym Gubernatorstwie, w dystrykcie warszawskim. W 1943 gromada Świdry Wielkie (w gminie Karczew) liczyła 435 mieszkańców. W 1951 wieś liczyła 70 zabudowań. 
1 lipca 1952 gromadę Świdry Wielkie wyłączono z gminy Karczew i włączono do gminy Józefów (do gromady Dębinka), oprócz części zabudowanej Świdrów Wielkich, którą włączono do miasta Otwocka, przez co Świdry Wielkie stały się integralną częścią miasta, a Otwock zyskał krótki dostęp do Wisły. Równocześnie Otwock włączono do nowo utworzonego powiatu miejsko-uzdrowiskowego Otwock, który przetrwał do końca 1957 roku, kiedy to został przekształcony w powiat otwocki.
Dnia 26 lutego 2019 roku rada miasta Otwocka jednogłośnie podjęła uchwałę, aby rondo u zbiegu ulic Kraszewskiego, Batorego i Warsztatowej w Otwocku, a więc w sercu dawnych Świdrów Wielkich, nosiło nazwę „Nadwiślańskiego Urzecza”. Inicjatorem nadania nazwy był badacz i odkrywca regionu Łukasz Maurycy Stanaszek, wspierany przez Fundację Dobra Przestrzeń z Otwocka.